# 한스군나르 릴리엔발
한스군나르 릴리엔발(스웨덴어: Hans-Gunnar Liljenwall, 1941년 7월 9일 ~ )은 스웨덴의 근대 5종선수로 멕시코시티에서 열린 1968년 하계 올림픽에서 알코올을 사용한 사실이 발각되면서 실격당한 선수이다.
릴리엔발은 1967년에 국제 올림픽 위원회(IOC)에서 제정한 반도핑 법률에 포함된 규정인, 올림픽에서의 약물 남용 규정을 위반한 것이 밝혀지면서, 올림픽에서 처음으로 약물 복용으로 실격당한 불명예를 안게 되었다. 당시 릴리엔발은 근대 5종의 종목 중 하나인 권총 사격 경기에서 신경을 안정을 시키기 위해 "맥주 두 컵"을 마셨다고 해명하였으나, 스웨덴 선수단에서는 그가 딴 동메달을 돌려줘야 했다.